# Gösta Blomberg (affärsman)
Bror Gösta Blomberg, född 9 mars 1892 i Stockholm, död där 22 november 1953, var en svensk företagsledare och författare.
Gösta Blomberg var son till bruksdisponenten, senare grosshandlaren Bror Samuel Blomberg. Han var 1910-1918 inköpschef på AB Sveaseparatorn, disponent för Kalmar gjuteri & mekaniska verkstad 1918-1920, andre direktör i Svenska maskin AB Standard 1922-1927 och VD för Maskin AB Atlas 1927-1930. Blomberg kom att använda erfarenheter från affärslivet för romaner med affärslivet som bakgrund. Han debuterade 1932 med Det stora korthuset och utgav därefter Amerikansk maskerad (1933), Ebbas fästman (1934), Luftslott (1934) och På gränsen av det tillåtna (1935). Blomberg blev 1936 redaktör för Svenskt inköpsregister och 1938 affärschef i Sveriges handelskalender.